# Exoprosopa filia
Exoprosopa filia är en tvåvingeart som beskrevs av Osten Sacken 1886. Exoprosopa filia ingår i släktet Exoprosopa och familjen svävflugor. Inga underarter finns listade i Catalogue of Life.